# Giulia Centurelli
Giulia Centurelli (Ascoli Piceno, 31 ottobre 1832 – Roma, 24 gennaio 1872) è stata una poetessa, pittrice e patriota italiana.

## Biografia
Nacque ad Ascoli Piceno nel 1832 da una famiglia di umili origini e si formò presso la scuola cittadina di belle arti del conte Orazio Centini Piccolomini. Entrò giovanissima a far parte dell'associazione segreta ascolana Apostolato Dantesco, un'organizzazione patriottica di ispirazione mazziniana sorta nel 1855 e, in tali circostanze, ne conobbe il fondatore Nicola Gaetani Tamburini col quale intrecciò un lungo rapporto epistolare. 
Nel 1857, la polizia pontificia scoprì l'attività dell'Apostolato Dantesco, arrestò Tamburini e gli altri soci e, due anni più tardi, la stessa sorte toccò a Centurelli che fu confinata per un anno nell'Ospedale civile di Santa Margherita di Ascoli Piceno. In occasione della sua liberazione, avvenuta il 19 settembre 1860, compose "Rendimento di grazie nel giorno della riscossa" e proseguì l'impegno politico partecipando alla raccolta firme per un plebiscito, dal quale tuttavia le donne restavano escluse, per l'annessione delle Marche al Regno d'Italia.
Dopo l'unificazione, Giulia Centurelli insegnò disegno presso la Scuola Normale Femminile di Ascoli Piceno e, dal 1870, lavorò a Roma nella Scuola Superiore Femminile diretta dalla poetessa e patriota Erminia Fuà Fusinato. 
Morì di vaiolo a Roma il 24 gennaio 1872.

## Opere
La produzione artistica di Giulia Centurelli risulta in parte dispersa. Realizzò disegni, miniature e riproduzioni ispirate ad artisti come Guido Reni. Tra le sue opere sopravvissute e più apprezzate si ricordano la Sacra Famiglia, copia della Madonna della Cesta di Peter Paul Rubens, un autoritratto giovanile e il Ritratto di Italo Selva, tutte conservate ad Ascoli Piceno nella Pinacoteca civica.
Giulia Centurelli si dedicò anche alla poesia, di ispirazione patriottica risorgimentale, e i suoi versi furono pubblicati su alcuni giornali dell'epoca come Vita nuova di Roma e Il giornale di Ascoli Piceno. Tradusse, inoltre, i canti del poeta magiaro Sandor Petöfi pubblicati a Roma nel 1871.